# Макіра
10°33′04″ пд. ш. 161°49′41″ сх. д. / 10.551111111111° пд. ш. 161.82805555556° сх. д.
Макіра  (раніше відомий під назвою Сан-Кристобаль) — вулканічний острів у Тихому океані. Входить до складу Соломонових островів (південно-східна частина). З півдня омивається водами Коралового моря. Належить державі Соломонові Острови.
Площа острова становить 3 048 км².
Населення острова становить приблизно 13,5 тис. осіб (1998).
Висота острова сягає 1 250 м над рівнем моря.
Острів вкритий тропічними лісами. Розвинене тропічне землеробство. Південний схід острова обмежений кораловими рифами.
Основні міста — Румахуї та Кіракіра.